# Råsunda
Råsunda Fotbollsstadion, nebo jednoduše Råsunda byl švédský národní stadion, který byl v roce 2013 zbourán a nahrazen novým multifunkčním stadionem Friends Arena, ležícím přibližně kilometr daleko. Nacházel se ve městě Solna v těsné blízkosti hlavního města Švédska Stockholmu. Stadion je domovem slavného švédského klubu AIK Stockholm. Kapacita stadionu Råsunda se pohybovala v rozmezí 35 000 - 36 800 v závislosti na použití. Na Råsundě hrála většinu domácích utkání švédská fotbalová reprezentace. Råsunda patřila mezi stadiony, které UEFA označila čtyřmi hvězdičkami.
Posledním zápasem na tomto stadionu bylo utkání Evropské ligy mezi AIK Stockholm a Neapolí, hrané 22. listopadu 2012.